# Cianfa Donati
Cianfa Donati   ( - 1289 (Gregorià)) va ser membre de la famosa família florentina dels Donati. Va ser un polític italià actiu a Florència al segle xiii, identificat amb el Cianfa citat per Dante entre els lladres del setè fossat del vuitè cercle de l'Infern (Inf XXV v. 43).

## Biografia
És probablement el Cianfa Donati, que en 1282 va ser conseller del capità del poble per al districte Porta San Piero de Florència, i ja havia mort en 1289 (en el testament de Corso Donati); però la coincidència del personatge històric amb Dante no és segura de forma concloent, per manca de dades.
Els comentaristes antics, bastant unànimes en la identificació, no ofereixen cap notícia concreta, ni sobre el personatge, ni sobre els seus negocis; i el fet de deixar-lo en la vaguetat, dona a entendre que possiblement no en sabien res o quasi: de manera que els seus comentaris, apareixen com a simples amplificacions de la condemna dantesca. Sembla que Cianfa havia estat un "gran lladre de bestiar, i assaltava comerços i buidava les caixes": culpable doncs de robar bestiar  i de robatori amb violència.
No hi ha documents que ho demostrin, però és un fet que es va dir, que a Cianfa se li donava el sobrenom de "Malefami" i lladre admirable. Va dirigir la facció dels Güelfs Negres.

## Personatge de la Divina Comèdia (Cant xxv de l'Infern. vv.43-78)
En el Cant XXV de l'Infern, Dante fa parlar a tres ànimes de condemnats que mencionen a Cianfa :

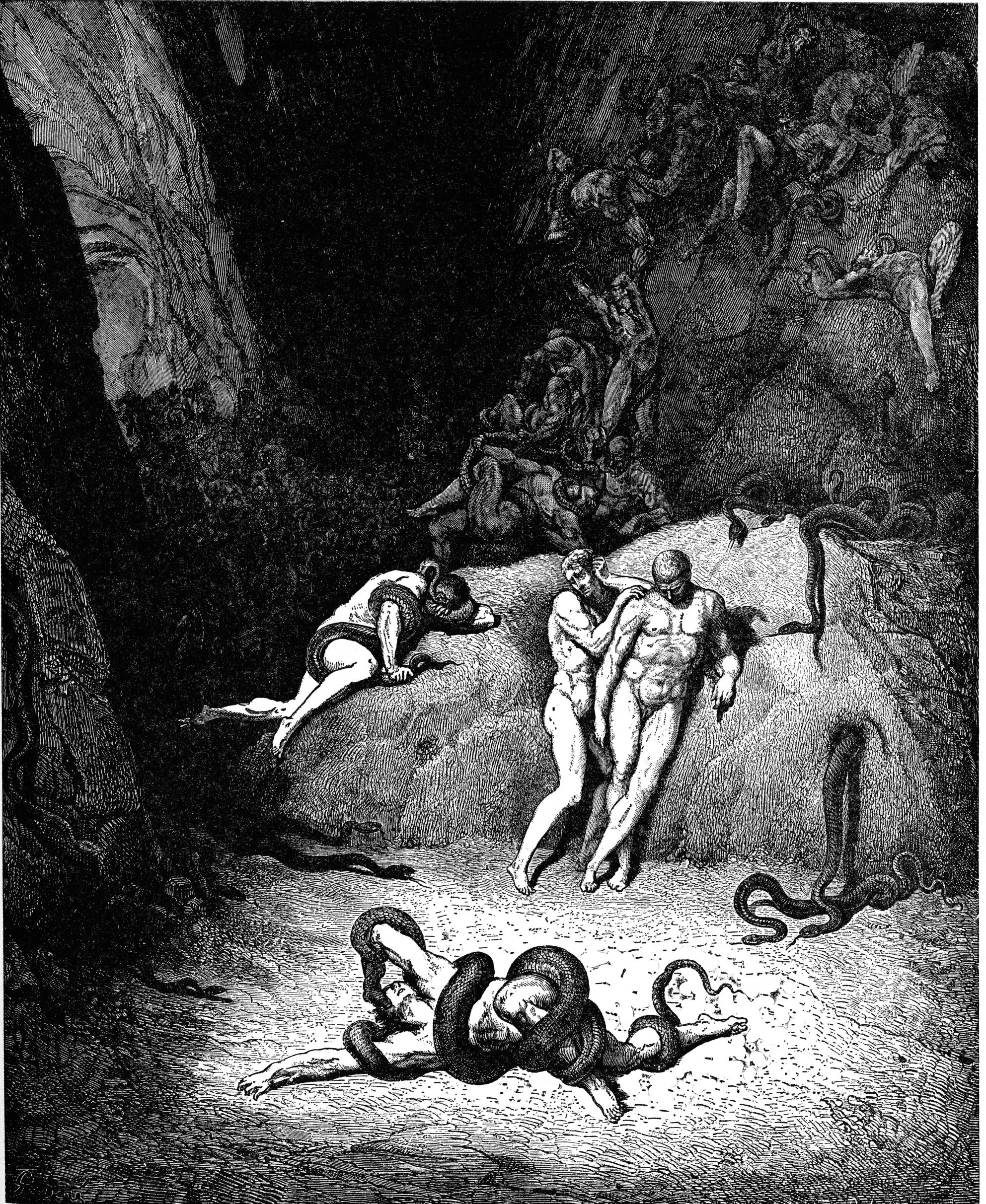
Gravat de Gustave Doré per il·lustrar el Cant XXV de l'Infern de la Divina Comèdia de Dante Alighieri, presentant la mutació d'Agnello quan s'uneix a la serp.

El nom de Cianfa ("Cianfa on es deu haver quedat?" v. 43) és pronunciat per un dels tres esperits desconeguts per a Dante, que se'ls han acostat  i els han preguntat "Qui sou vosaltres?" això ha interromput el relat de Virgili sobre Hèrcules i Cacus, i estimula la curiositat del poeta. A partir d'aquell moment, coneixent potser la fama del personatge nomenat, i havent escoltat a més, l'accent florentí del que ha parlat, Dante ha entès que es troba entre conciutadans; vol esbrinar més coses, i per això demana el silenci còmplice del seu guia, posant-se el dit entre la barba i el nas (fent senyal de silenci) (v. 45). Però en aquest moment una serp amb sis potes, es llança contra un dels tres condemnats  (després sabrem al vers 68 que és Agnello Brunelleschi) i s'enganxa al condemnat més sòlidament que una heura a un arbre, després els dos éssers es fonen l'un en l'altre com si fossin de cera calenta (v. 61), així que ni l'un ni l'altre semblaven el que eren (v. 63), "la perversa imatge semblava dos / i cap"(vv. 77-78); finalment el monstre resultant s'allunya amb passos lents. Per lògica, sembla que Cianfa seria la figura del dragó ("serp amb sis potes") que ràpidament arriba, s'arrapa i es fon amb Agnello Brunelleschi.
Tanmateix, és un element secundari, ja que és clar que en aquesta primera i extraordinària transformació, Dante pretén mostrar al·legòricament que els homes "quan cauen en tanta covardia que estan disposats a ser furiosos, s'uneixen amb el frau de tal manera, que aquest sempre va amb ells; i està tan barrejada la raó humana amb el frau que no se'ls pot considerar ni homes ni serps".
Estant Dante plenament ocupat en descriure la metamorfosi durant el cant, no aporta cap informació biogràfica ni tampoc sobre el pecat pel qual Cianfa ha estat condemnat a la setena  fossa dels lladres fraudulents.
En conclusió, les escasses pistes que es tenen sobre les figures dels lladres que pateixen les tres formes de càstig particular, fan probable que aquestes condemnes corresponguin a les tres formes de robatori agreujat, per les quals, segons sant Tomàs, era imposada la pena capital.
La presència de cinc lladres florentins en l'infern fa escriure a Dante la famosa invectiva contra Florència del cant següent i que comença amb "Gaudeix, Florència" (Inf. XXVI, v. 1).
Finalment, cal recordar que tota la història de la formació del monstre híbrid segueix a Ovidi en l'episodi de "Salmacis i Hermafrodit".